# ريال مدريد موسم 1902–03
موسم 1902–03 هو الموسم الأول لنادي مدريد لكرة القدم. خاض النادي بعض المباريات الودية ضد الأندية المحلية. كما لعب نادي مدريد لكرة القدم مباراته الأولى خارج منطقة مدريد ضد نادي إسبانيول لكرة القدم (الآن نادي إسبانيول) في برشلونة . كما شارك النادي في النسخ الافتتاحية لبطولة كأس ملك إسبانيا وبطولة مدريد.

## الملخص
- 6 مارس 1902: بعد انتخاب مجلس إدارة جديد برئاسة خوان بادروس ، تم تأسيس نادي مدريد لكرة القدم رسميًا. [1]
- 9 مارس 1902: لعب نادي مدريد لكرة القدم أول مباراة له على الإطلاق. أقيمت المباراة بين فريقين من لاعبي نادي مدريد لكرة القدم بين شوارع ألكالا وغويا، بجوار ساحة بلازا دي توروس القديمة في مدريد. ارتدى الفريقان اللون الأزرق والأحمر على التوالي. أ. ملينديز ، خوان بادروس، . سبوتورنو، غوروستيزاغا، منديا، بارامو، نيرا ، أ. جيرالت ، ف. بالاسيوس مارتنز و روديرو لعبوا للفريق الأزرق. خوسيه خيرالت، ميلينديز، موليرا، سلفادور، فالكارسيل، إم سبوتورنو، ستامفير، خوان بالاسيوس، فاريلا، سيلادا وبوينو لعبوا للفريق الأحمر. فاز الفريق الأزرق بالمباراة بنتيجة 1-0. [2]
- 2 مايو 1902: لعب نادي مدريد لكرة القدم أول مباراة له ضد نادي آخر في مباراة ودية ضد نادي نيو فوتبول والتي انتهت بالتعادل 1-1.
- 13 مايو 1902: أقيمت أول مباراة على الإطلاق بين نادي مدريد لكرة القدم ونادي برشلونة لكرة القدم . وكانت هذه أيضًا أول مباراة تنافسية لنادي مدريد لكرة القدم. سجل آرثر جونسون الهدف التنافسي الأول للنادي في خسارة 1–3 أمام برشلونة. [3]
- 16 مايو 1902: حقق نادي مدريد لكرة القدم أول فوز تنافسي له بفوزه على نادي إسبانيول لكرة القدم (المعروف الآن باسم إسبانيول) بنتيجة 3-2.
- 23 مايو 1902: ألفونسو ألبينيز كان أول لاعب يترك برشلونة للانضمام إلى مدريد. [1]
- 11 أغسطس 1902: فازت مدريد بلوحتين خزفيتين تمثلان أول كأس في تاريخها. كان جزء من برنامج الاحتفالات في الإسكوريال مباراة بين مدريد ومونكلوا، وانتهت المباراة بنتيجة 6-5 لصالح مدريد. [1]
- 24 فبراير 1903: لعب نادي مدريد لكرة القدم أول مباراة له خارج منطقة مدريد ضد نادي إسبانيول لكرة القدم في برشلونة.
- 6 أبريل 1903: لعب نادي مدريد لكرة القدم أول مباراة رسمية تنافسية وأول مباراة في كأس ملك إسبانيا.
- 8 أبريل 1903: كانت المباراة النهائية لبطولة كأس ملك إسبانيا هي أول مباراة على الإطلاق بين نادي مدريد لكرة القدم ونادي أتلتيك بلباو.